# Ernst Hueter
Ernst Hueter (* 16. Januar 1896 in Barmen; † 24. Januar 1954 in Darmstadt) war Professor für Elektrotechnik an der Technischen Hochschule Darmstadt.

## Leben
Ernst Karl Hermann Hueter wurde als Sohn von Richard Hueter und seiner Frau Feodora Steinweg am 16. Januar 1896 in Barmen geboren. Er studierte in der Zeit des Ersten Weltkriegs zunächst Physik an der Philipps-Universität Marburg, wo er sich dem Corps Hasso-Nassovia anschloss. Er wechselte 1921 an die TH Darmstadt und studierte Elektrotechnik u. a. bei Waldemar Petersen. Für seinen Studienabschluss wurde er am 23. Oktober 1923 mit der Müller-Alewyn-Medaille ausgezeichnet. Anschließend war er Assistent bei seinem Lehrer Waldemar Petersen. Hueter wurde 1926 an der TH Darmstadt zum Dr.-Ing. promoviert. Im Jahre 1928 habilitierte er sich in Darmstadt und erhielt am 2. Mai 1928 die venia legendi. Bereits am 1. Oktober 1928 wurde er auf eine ordentliche Professor im Fach Elektrotechnik berufen. Er vertrat den seit Frühjahr 1926 vakanten Lehrstuhl für Hochspannungstechnik von Waldemar Petersen sowie den Lehrstuhl für elektrische Messtechnik. Seine Gebiete waren vor allem die Kraftübertragung und die Transformation. Auch die Messtechnik wurde durch Hueter durch neuartige Geräte befruchtet. So erfand er ein Oberwellen-Messgerät und ein Erdschluss-Kompensometer. Am 28. August 1929 heiratete er Auguste Dingeldey, Tochter des Geheimen Hofrates Friedrich Dingeldey in Darmstadt. Ernst Hueter war 1930–1935, 1939–1941 und 1947–1950 Dekan der Abteilung Elektrotechnik. Ab 1935 war Kurt Debus sein Assistent an der TH Darmstadt.

## Werke
- Die symmetrischen Komponenten unsymmetrischer Drehstromsysteme. Walter de Gruyter Verlag 1949.
- Das Hochspannungslaboratorium; in: Wilhelm Schlink (Hrsg.): Die Technische Hochschule Darmstadt 1836 bis 1936. Ein Bild ihres Werdens und Wirkens. Peschko, Darmstadt 1936, S. 154–158[4]